# معركة المالكية
معركة المالكية، وقعت بين الجيش اللبناني والقوات الصهيونية من 15 مايو إلى 7 يونيو كجزء من حرب 1948، في قرية المالكية في منطقة الجليل الأعلى.

## خلفية
كانت قرية المالكية تقع في جبال الجليل الأعلى، على السفح الشمالي لإحدى التلال ويفصلها أقل من نصف كيلومتر عن الحدود اللبنانية، وكانت طريق فرعية تصلها بغيرها من القرى وبالطريق العام الساحلي غرباً، ومن الجائز أن تكون المالكية بنيت في موقع قرية الكفرغون البيزنطية، ومن الجائز أيضاً أن يكون الموقع القديم هذا شغلته قرية أم جونيه التي تقع على بعد كيلومتر إلى الجنوب إلى بحيرة طبرية. كانت المالكية قرية في ناحية تبنين (لواء صفد) وعدد سكانها 369 نسمة، وكانت تؤدي الضرائب على عدد من الغلال كالقمح والشعير بالإضافة إلى عناصر أخرى من الإنتاج كالماعز وخلايا النحل. في أواخر القرن التاسع عشر وصف الرحالة بأنها قرية مبنية بالحجارة والطين في سهل يقع شرقي أحد الأودية. وكانت القرية تستمد حاجتها من المياه من وادي مجاور، وكان عدد سكانها يتراوح بين 200 و300 نسمة يعنون بزراعة الزيتون.
ظلت المالكية جزءاً من لبنان حتى عام 1923، حين رسمت الحدود النهائية بين لبنان وفلسطين. وكانت على شكل مربع ومنازلها متجمهرة بعضها البعض. وكان للشرطة مركز بالقرب من القرية في جنوبها الشرقي وكانت مياه الأمطار تجمع في آبار. وكان سكانها يعملون في معظمهم في تربية المواشي والزراعة فيستنبتون الحبوب والزيتون والفاكهة بصورة أساسية.

## أحداث المعركة
تنقلت المالكية خمس مرات بين أيدي المتقاتلين في الفترة الممتدة من مايو إلى أكتوبر 1948. فقد احتلتها وحدات من البلماح في أواسط مايو قبل نهاية الانتداب البريطاني. ويقول المؤرخ الفلسطيني هاني الهندي إن القرية كانت أصلاً في يد فوج اليرموك الثاني من جيش الإنقاذ العربي. وكان الفوج بإمرة المقدم أديب الشيشكلي، الذي صار رئيساً للجمهورية السورية فيما بعد. وهو يذكر أن البلماح استولى على المالكية مساء 12 مايو، وأن القوات العربية استردتها في اليوم التالي واستناداً إلى الهندي، لم تسترجع القوات الإسرائيلية القرية ثانية إلا في مايو.
بعد انتهاء العملية يفتاح واحتلال صفد وإزاء خشية القيادة الإسرائيلية من أي تقدم للجيش اللبناني في إصبع الجليل عن طريق المالكية، قامت بتكليف قيادة العملية يفتاح باستباق القوات اللبنانية والسيطرة على المالكية وقدس وقلعة شرطة النبي يوشع قبل يوم 15 مايو، مع تخريب كل الجسور الواقعة عند مداخل فلسطين الشمالية حتى الموجودة في عمق الأراضي اللبنانية والسورية لعرقلة تقدم أية قوات عربية في ذلك الاتجاه.
ومن ثم أصدر إيغال آلون قائد اللواء يفتاح أوامره يوم 13 مايو إلى دان لانر قائد الكتيبة الأولى بالماخ بالتقدم واحتلال المالكية والمرتفعات المحيطة بها لغلق الطريق في وجه القوات اللبنانية من هذا الاتجاه، مع عزل قلعة شرطة النبي يوشع. وبعد سير منهك طوال ليلة 14/15 مايو ـ فقدت فيه الكتيبة اتجاهها ـ وصلت القوة قرية قُدس فاحتلتها كما احتلت المالكية صباح 15 مايو.
وقبل أن تعزز الكتيبة الإسرائيلية أوضاعها قامت القوات اللبنانية بقيادة الزعيم (العميد) فؤاد شهاب بهجوم مضاد ناجح أجبر تلك الكتيبة على الانسحاب من المالكية وقدس إلى المرتفعات المجاورة بعد أن بلغت خسائرها أكثر من 120 قتيلاً وجريحاً.
وإزاء انسحاب كتيبة البالماخ الأولى من المالكية قلصت قيادة العملية يفتاح مهام التخريب المخططة وكلفت إحدى سرايا التخريب باحتلال قلعة شرطة النبي يوشع جنوب المالكية للاستفادة من وجود كتيبة البالماخ الأولى في المرتفعات المجاورة. وفي ليلة 16/17 مايو نجحت السرية في احتلال الحصن بعد أن مهد سرب الجليل لذلك الهجوم بإلقاء القنابل الحارقة على القلعة.
وقد شجع توقف اللبنانيين عن التقدم بعد سيطرتهم على المالكية وقُدس قيادة اللواء يفتاح على القيام بمحاولة جديدة لاسترداد المالكية. وقد تلخصت فكرة الهجوم في القيام بهجوم مخادع على قدس والمالكية من الجنوب، بينما تقوم القوة الرئيسية بالالتفاف والهجوم على المالكية من الخلف عبر الأراضي اللبنانية، وفي ليلة 28/29 مايو تحركت القوة الرئيسية دون أضواء في عرباتها المدرعة من المنارة عبر الحدود اللبنانية، ثم انعطفت جنوباً نحو المالكية في الوقت الذي كانت فيه قوات الهجوم المخادع تهاجم قُدس والمالكية من الأمام، وقبل أن يصل رتل القوة الإسرائيلية الرئيسية إلى المالكية، اضُطر للاشتباك مع وحدة لبنانية صغيرة كانت تتقدم لدعم القوة اللبنانية المدافعة عن تلك البلدة.
وقد نبهت أصوات الطلقات خلال هذا الاشتباك القوة اللبنانية في المالكية، إلا أنهم قبل أن يتمكنوا من تنظيم أنفسهم للدفاع ضد الهجوم الإسرائيلي المفاجئ من الخلف، كان الإسرائيليون يهاجمون مؤخرتهم. وبعد معركة قصيرة سقطت البلدة في أيدي القوات الإسرائيلية، كما اضطرت القوات اللبنانية إلى الانسحاب من قدس أيضاً إلى ما وراء حدودها.
وعلى الفور أخذ الجيش اللبناني يستعد لاستعادة المالكية، وكُلفت كتيبة مشاة من فوج القناصة الثالث اللبناني بالمهمة ودُعمت بست دبابات رينو وأربع عربات مدرعة وجماعة مهندسين، وقد تلخصت فكرة الهجوم في الانقضاض على قوات اللواء عوديد ـ المشكل حديثاً والتي حلت محل اللواء يفتاح في المالكية ـ من الشرق والغرب معاً بواسطة سرايا المشاة في الوقت الذي تقوم فيه المدرعات بقصف المواقع الإسرائيلية شمال المالكية وتقديم المعونة بالنيران لسرايا المشاة المهاجمة. وفي الساعة 17:30 يوم 5 يونية بدأت قوات المشاة اللبنانية تقتحم مواقع اللواء عوديد الذي فوجئ بالهجوم، في الوقت الذي كان فيه أحد أفواج جيش الإنقاذ المعزز بمتطوعين يوغسلاف يضغط على القوات الإسرائيلية جنوب المالكية.
وفي الساعة 18:30 حاول قائد اللواء عوديد شن هجوم مضاد لاستعادة مواقعه إلا أنه باء بالفشل. وخلال ليلة 5/6 يونيو تمكنت كتيبة المشاة اللبنانية من إحكام سيطرتها على التلال الواقعة شمال شرق وجنوب غرب المالكية وقبل أن ينبلج صباح 6 يونيو كانت القوات الإسرائيلية قد انسحبت من البلدة بعد أن أحرقت مستودعات الوقود والذخيرة فيها.
وشجع ذلك النجاح القوات اللبنانية على التقدم والسيطرة على قُدس يوم 6 يونيو ورامات نفتالي في اليوم التالي، الأمر الذي أدى إلى فتح الطريق إلى وادي الحولة جنوباً. وفي الوقت الذي كانت فيه القوات اللبنانية تعيد تنظيم نفسها وتعزز مواقعها الجديدة، اندفع جيش الإنقاذ العربي بقيادة فوزي القاوقجي إلى قلب الجليل، ووصلت طلائعه إلى «الناصرة» يوم 11 يونيو قبل سريان الهدنة الأولى مباشرة.